# Purkersdorf
Město Purkersdorf leží ve Vídeňském lese, přímo na hranici Vídně v nadmořské výšce 248 metrů, v okrese St. Pölten v rakouské spolkové zemi Dolní Rakousy. Žije zde přibližně 9 700 obyvatel.

## Historie
Od 8. století před naším letopočtem byla oblast Purkersdorfu nepřetržitě osídlena, Ilyry v období halštatské kultury a potom Kelty v období laténská kultury. Také nálezy z římské doby to potvrzují. Osada Purkersdorf byla založena kolem roku 1000 a rozkládala se v lesích. Prokazatelně byl uváděn název Purchartesdorf, když jeho majitel Albero de Purchartesdorf v roce 1133 je uváděn v různých písemnostech jako svědek kláštera Klosterneuburgu. Už v té době mohl vzniknout hrad. Babenberkové nepochybně vlastnili velkou část Vídeňského lesa, s Purkersdorfem uprostřed a ochranný les byl vyvolený k honitbě. V polovině 12. století je doložený zámek (castrum Purchartsdorf), tehdy rozlehlý vodní hrad.
Místo a hrad změnil několikrát majitele, až Reinprecht (Páni z Wallsee) roku 1333 prodal majetek Habsburkům. Vévoda Albrecht Moudrý (1298–1358) přesídlil v letech 1348/1349 do Purchartzdorfu, aby se vyhnul nebezpečí moru. Roku 1284 získal německý řád rozsáhlé lesy (část obce Deutschwald). Teprve roku 1766 byl tento Burckersdorffer Waldungen (purkersdorfské polesí) prodán lesnímu úřadu. V roce 1452 patřilo místo Uhersku. Během tureckého obléhání Vídně v letech 1529 a 1683 byl Turky Purkersdorf jako celé vídeňské okolí zpustošen.
Lesní oblast zemského knížete byla od roku 1500 až do 1848/1849 administrativně spravována „císařským lesním úřadem“, který místo svými zástupci ovládal. Lesní úřad měl své sídlo až do roku 1776 v Purkersdorfském zámku. Nebylo to jen odborné správní středisko, ale i vrchnostenský zemský knížecí dozorčí úřad a měl i soudní pravomoc. Důležitým pro místo byla jeho poloha na Říšské cestě, kterou byla historická „Římská cesta“ přes Riederberg. Od roku 1558 je Burkherdorffer (purkersdorfská) poštovní stanice (která byla jistě ještě starší). Byla první a proto velmi výnosná zastávka na cestě Vídeň-Linec. V letech 1796–1797 byla nově postavena poštovní stanice v raně klasicistním slohu. Fasáda je vyzdobena zdobným reliéfem, který je ještě dnes vidět.
V období protestantismu byla římskokatolická církev a farnost rozpuštěna a teprve roku 1570 byla znovu založena císařem Maxmiliánem II. V roce 1713 byla obec postižena morem, který byl zavlečen z Vídně. Téměř polovina z 250 obyvatel zemřela následkem moru. Roku 1805 byli Napoleonovy (1769–1821) zajatci, snad v počtu 3000, vězněni v obecním kostele, kde z důvodu zimy spálili veškerý inventář. V srpnu 1842 došlo k velkému požáru, který z důvodu suchého počasí a silného větru se rozšířil z poštovní budovy na kostel, zámek a školu a vyhořelo dalších 13 domů.
Teprve roku 1849 se Purkersdorf stal samostatnou obcí. V letech 1856–1858 byla postavena část „c. a k. dráha císařovny Alžběty“, dnešní „Západní dráhy“ a Purkersdorf byl připojen na moderní dopravní síť. Zemská hraběnka měla však měnit vedení tratě s železniční stanicí, vzdálenou kilometr od středu obce. Roku 1905 byl zahájen provoz Sanatoria Purkersdorf podle plánů Josefa Hoffmanna (1870–1956) jako léčebný a vodoléčebný ústav. V meziválečném období byla obec v roce 1929 povýšena na městys. Krátce nato po anšlusu Rakouska do Německé říše (1933–1945), byla obec dne 15. října 1938 začleněna do nově vytvořeného 14. okresu Penzing v rámci „Velké Vídně“.
Dne 5. dubna 1945 přišla Rudá armáda bez větších bojových akcí od Vídeňského lesa. Přes šedesát obyvatel, přesvědčených národních socialistů spáchalo sebevraždu. Od 12. dubna 1945 byla v obci umístěna sovětská posádka. Posádka byla v obci do roku 1947, obecní velitelství bylo zrušeno v roce 1949.
Purkersdorf byl od 1. září 1954 oddělen od Vídně a byl zase samostatný městys. V roce 1966 byl podle zákona oficiálně povýšen na město. Došlo opět k povodni, když se řeka Wien vylila z břehů, naposledy 1940, 1997 a 2002. V roce 2002 se Rakouské spolkové lesy se usídlily v novém sídle ve vícepodlažní dřevěné stavbě v zámeckém parku.

## Demografie
- 1572 120 obyvatel
- 1830 961
- 1869 1423
- 1890 2120
- 1910 3733
- 1920 4412
- 1934 5038
- 1951 5262
- 1969 7245
- 1980 7680
- 1991 8075

## Politika
Starostou města je od roku 2000 Karl Schlögl, vedoucí kanceláře Burkhard Humpel.
Po volbách konaných 14. března 2010 bylo 33 křesel v zastupitelstvu obce rozděleno podle získaných mandátů takto:
- SPÖ 22
- ÖVP 6
- Stromy a zelení 4
- Purkersdorfští (PUL) 1

### Dřívější starostové
- Carl Hießberger 1849–1855
- Karl Kurz 1855–1864
- Franz Unger 1864–1865
- Georg Donauer 1865–1867
- Wenzel Prager 1867–1870
- Paul Wintersberger 1870
- Wenzel Prager 1870–1872
- Karl Gruber 1872–1874
- Georg Donauer 1874–1876
- Wenzel Prager 1891
- Karl Pummer 1891–1903
- Hugo Hild 1903–1918
- Konstantin Walz 1918–1919
- Johann Spalt 1919
- Johann Buchmüller 1919–1934
- Johann Marterbauer 1934–1938
- Josef Zurek (SPÖ) 1945–1946 (přednosta obce)
- Franz Leitgeb (KPÖ) 1946–1947 (přednosta obce)
- Josef Zurek (SPÖ) 1947–1955 (do 1954 přednosta obce)
- Gustav Hein (SPÖ) 1955–1970
- Hans Jaunecker (ÖVP) 1970–1982
- Franz Matzka (ÖVP) 1982–1989
- Karl Schlögl (SPÖ) 1989–1997
- Edeltraud Eripek (SPÖ) 1997–2000

## Deutschwald
Deutschwald je obecní částí na jihu Purkersdorfu. Název pochází od řádu německých rytířů, kterým patřily zdejší pozemky.
Deutschwald je obklopen třemi horami:
- Gelben Berg (472 m)
- Speichberg (487 m)
- Feuerstein (507 m)

## Pamětihodnosti
- Sanatorium Purkersdorf stěžejní dílo architekta Josefa Hoffmanna
- Farní kostel svatého Jakuba, pochází ze středověku, s obrazem utišující Matky Boží (Madonna lactans) a Kříž přátelství
- Přírodní park Purkersdorf-Sandsteinwienerwald (pískovce Vídeňského lesa)
- Purkersdorfer městské muzeum (v atriu zámku)

## Doprava
- Purkersdorf leží na Západní dráze a má tři zastávky (Purkersdorf-Sanatorium, Pod Purkersdorfem a Purkersdorf-Gablitz).
- Purkersdorf je díky S-Bahn S50 spojen s nádražím Wiener Westbahnhof,
- dále jezdí ve špičkovém provozu ze zastávky Pod Purkerdofem vlaky S15/S2b z a do Mistelbachu.
- Na zastávce Purkersdorf-Gablitz zastavují v hodinových intervalech vlaky trati Wien West–St. Pölten.

U Purkersdorfu začíná Západní dálnice A 1 (Vídeň – hraniční přechod Walserberg u Salcburku).

## Partnerská města
- Bad Säckingen, Německo
- Sanary-sur-Mer, Francie
- Göstling an der Ybbs, Rakousko